# Ceratozamia mixeorum
Ceratozamia mixeorum es una especie de la familia Zamiaceae. Es endémica de México. Su hábitat natural son los  montanos húmedos  tropicales o subtropicales. Su estado de conservación en la actualidad, está en peligro.